# No Controles (C.Y.T. Remixes)
No Controles (C.Y.T. Remixes) è un singolo dell'anno 2004 del dj Maurizio Braccagni (in arte DJ Lhasa) che include alcuni remix ufficiali di C.Y.T. dell'omonimo brano del 1983.

## Tracce
1. No Controles (C.Y.T. Rmx) 4:11
2. No Controles (C.Y.T. Radio Cut) 3:14
3. No Controles (Extended Mix) 5:38
4. No Controles (Ma.Bra. Edit Mix) 3:05